# TAB-71
La serie de vehículos de combate anfíbios TAB (en rumano: Transportor Amfibiu Blindat, o vehículo de transporte de infantería anfíbio), es la copia bajo licencia de los modelos BTR rusos hechos bajo licencia durante el periodo de la Rumania socialista, entre los años 1959 a 1989. Por muchos años la firma de maestranzas rumana ROMARM, previamente denominada RATMIL Regie Automoma, fabricó una versión altamente modificada del APC ruso BTR-60 (en variantes de tracción 8x8  y 6x6) bajo licencia, y durante los años 60, el alto mando central del Ejército de Rumania Socialista (ENR) en acuerdo a un dictamen del pacto COMECON, se hizo cargo de la producción del TPB BTR-60 para los socios externos del mismo pacto. En el Ejército de Rumania la designación oficial de este TBP era TAB-71, y difiere de su contraparte soviética, el BTR-60 en una cantidad de áreas, siendo casi una copia a calco de la variante BTR-60PB. La producción del TAB-71 está completa y ya no es comercializado por la nueva compañía ROMARM. Entró en producción en 1970; y su primera aparición en público se hizo durante una parada militar en Bucarest en agosto de 1972. La producción fue asignada originalmente a RATMIL pero esta compañía es conocida actualmente como ROMARM.

## Descripción
El TAB-71 es casi igual al TBP ruso BTR-60PB (8 × 8) pero los motores de gasolina de 90 caballos de potencia, con un relación peso/potencia de 17.47 hp/t, han sido reemplazados en el TAB-71 por dos motores más poderosos de 140 caballos de potencia, y también a gasolina.
El TAB-71 retiene de su original ruso el sistema de control de presión de los neumáticos, la capacidad anfíbia, un gancho de arrastre frontal y un sistema de protección ABQ.
En adición a las cubiertas encima de los habitáculos del comandante y del conductor, existen un par de portones en cada uno de los lados del casco y ubicadas entre las segunda y tercera ruedas y dos salidas en el techo del casco de este TBP, que permiten el desembarco y/o evacuación de la tripulación.
La producción del TAB-71 (variante de tracción 8 × 8) y sus variantes se completó algún tiempo atrás. Su reemplazo, el TAB-77 también dejó de ser producido en coincidencia con la caída del antiguo bloque de la cortina de hierro.

## Variantes

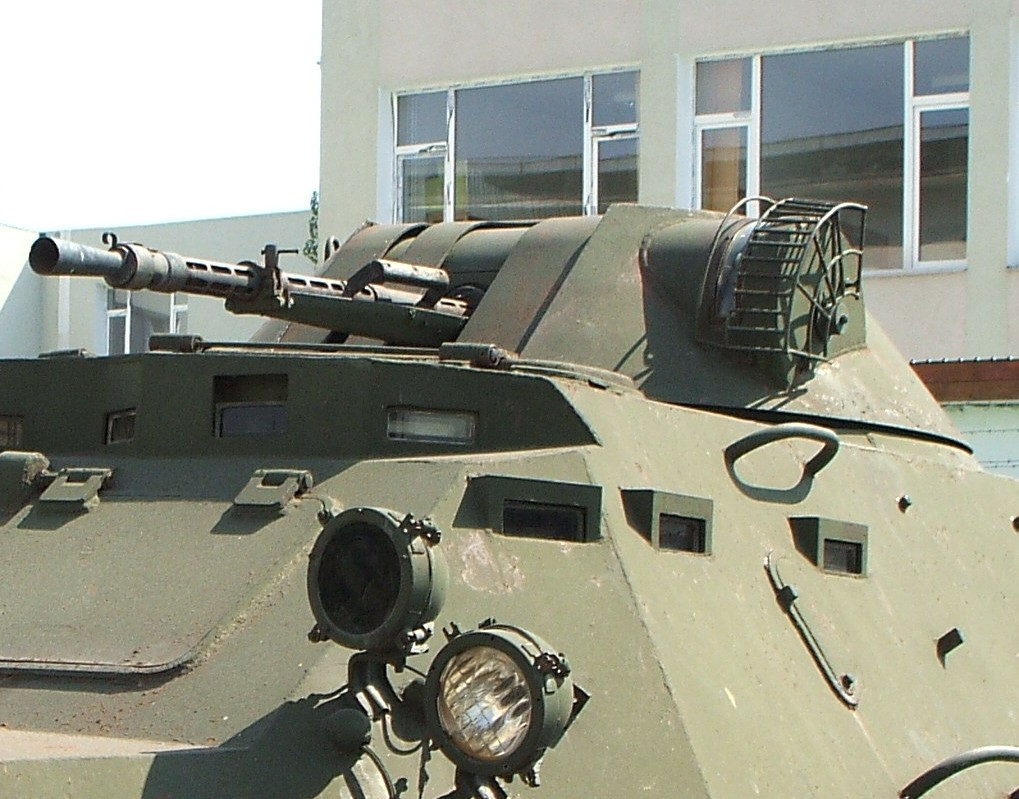
Un TAB-71 con el cañón cambiado

### TAB-71M
La mayor mejora en la construcción del TAB-71 es el trabajo de acondicionamiento del casco para la montura de los motores franceses Saviem 797-05 de combustible diésel, con potencia cada uno de 130 HP, también montados en el TAB-77. Aparte disponen de una pequeña cubierta entre el segundo y tercer ejes en cada uno de los lados.
La torreta es una mejorada y desarrollada localmente que monta una ametralladora KPVT de calibre 14,5 mm (designada en Rumania como MTB)]], y con una ametralladora antipersonal de PKT de calibre 7,62 mm instalda coaxialmente. Dispone de un conjunto de miras para el conjunto de armas muy distintivo montado en el lado izquierdo de la torreta. También se distingue por una torreta operada por una persona manualmente como a instalada en el TAB-77 (8 × 8) y el TABC-79 (4 × 4), y el transporte blindado para terrenos montañosos MLVM, desarrollado exclusivamente por y para Rumania, y que supuestamente era un complemento del TAB-71 y TAB-77. La producción del MLVM se completó algunos años atrás, en números reducidos.

### TAB-71AR portamortero
Esta versión en vez de torreta se ha armado con un afuste para un mortero calibre 82 mm (denominación rusa M-1937) que dispara una serie de distintos proyectiles desde el techo del TBP de forma circular. Atrás del mortero en dos contenedores hay dos cubiertas rectangulares, una en el lado derecho y otra en el izquierdo, atrás de la cubierta se halla una ametralladora PKMS de calibre 7,62 mm. Esta variante se conoce también como el TAB-73 y transporta hasta 100 proyectiles de mortero.

### TERA-71L vehículo de mantenimiento y recuperación
Es una variante modificada para el rol de recuperación y mantenimiento. El compartimiento de tropa se encuentra sellado y en el frente, con una apertura de este situada al frente del área común del habitáculo central, y el compartimiento del motor se encuentra situado atrás en la sección posterior del casco. Tiene una grúa hidráulica que está normalmente atravesada cuando no se encuentra en uso. El armamento comprende una sola ametralladora PKMS de calibre 7,62 mm.

### TAB-71A R-1450 vehículo de comando
Es una variante modificada para el rol de comando de unidades blindadas, con equipamiento de radio  adicional; exteriormente lleva montado un conjunto de antenas (entre ellas una de máastil y otras fijas en los costados del casco) que soportan a un sistema de comunicaciones adicional al del vehículo.

### TAB-71A R-1451 vehículo de comando
Es una variante modificada para el rol de comando de unidades blindadas, con un equipamiento de radiocomunicaciones adicional; externamente es similar al modelo básico, monta una ametralladora para defensa PKT de calibre 7,62 mm, una caja (que porta un generador adicional) en el costado derecho del casco y además monta cuatro antenas (una de ellas del tipo polo) en el costado derecho del techo en el casco. El equipo de señales consta del conjunto  R-401M y R-1451. La torreta no está armada pero dispone de una grúa pequeña para retirar las baterías agotadas de las radios.

### TAB-71A R1-1452 vehículo de comando
Es una variante modificada para el rol de comando de unidades blindadas, con equipamiento de radiocomunicaciones adicional; externamente es similar al modelo previamente relatado.

## Estatus
El TAB-71 ha sido reemplazado en la línea de producción por el TAB-77. Con una producción total de 168 unidades están en servicio en Rumania. La producción del TAB-71 ha sido completada y este ya no es comercializado o fabricado.

## Usuarios

### Actuales
- Rumania - 1170 unidades.[2]
- Moldavia - 161 unidades.[3]

### Anteriores
- Yugoslavia - 40 unidades, retirados en la década de 1990.[3]
  -  Croacia - fueron utilizados en la Guerra de Croacia.[4]